# Jothan Callins
Jothan McKinley Callins (* 29. Oktober 1942 in Birmingham, Alabama; † 30. April 2005 ebenda) war ein US-amerikanischer Jazzmusiker (Trompete, Flügelhorn, E-Bass).

## Wirken
Callins arbeitete im Lauf seiner Musikerkarriere u. a. mit Lionel Hampton, Chuck Mangione, Stevie Wonder und B. B. King. 1975 legte er mit seiner Band Sounds of Togetherness das Album Winds of Change (Triumph Records) vor, an dem Cecil McBee, Roland Duval, Norman Connors und Joseph Bonner mitwirkten. Ende der 1960er-Jahre war er kurze Zeit Mitglied des Sun Ra Arkestra, zu hören auf dem Album The Solar-Myth Approach Volume II. 1989 stieß er als Trompeter erneut zu dieser Formation (Purple Night, Live at the Hackney Empire), mit der er 1992 als Bassist u. a. durch Deutschland und die Schweiz tourte (Live in Ulm und Destination Unknown). Im Bereich des Jazz war er zwischen 1967 und 2001 an 14 Aufnahmesessions beteiligt, u. a. mit Arlette Beauchamps. 1979 wurde er in die Alabama Jazz Hall of Fame aufgenommen.